# Разделение энантиомеров
Разделение энантиомеров — процесс выделения индивидуальных энантиомеров из рацемической смеси. Задача разделения энантиомеров обычно сложна и дорогостояща. Методы разделения основаны на хиральной хроматографии, асимметрическом синтезе и т. п. В некоторых случаях при кристаллизации из обычных растворителей D- и L-изомеры кристаллизуются по отдельности. Наиболее известный пример — открытие оптической изомерии Луи Пастером. 